# Концерт для фортепиано с оркестром (Делиус)
Концерт для фортепиано с оркестром — произведение Фредерика Делиуса, первая работа композитора в жанре инструментального концерта.
Мысль о сочинении для фортепиано с оркестром посетила Делиуса, по-видимому, после знакомства с концертом, написанным его другом Эдвардом Григом: в 1887 г. Делиус получил от Грига ноты концерта, а в 1888 году присутствовал на его лондонской премьере, и первые наброски для фортепиано с оркестром относятся к этому периоду. В 1897 г. была написана одночастная Фантазия для фортепиано с оркестром до минор (причём медленный средний раздел пьесы, как и средняя часть в концерте Грига, написан в ре бемоль мажоре). Это сочинение не было ни опубликовано, ни исполнено (впрочем, известно, что в 1898 г. автор играл его вместе с Ферруччо Бузони на двух фортепиано) и в скором времени подверглось кардинальной переделке.
За несколько лет Делиус превратил Фантазию в сравнительно компактный (около 28 минут звучания) трёхчастный концерт. Первоначальный материал Фантазии 1897 года дал первую и вторую часть (в которую превратилась интермедия в ре бемоль мажоре), третья часть была написана заново. Эту редакцию должен был исполнить Бузони в 1902 году в Берлине. Этого не произошло, и в итоге премьера концерта состоялась 24 октября 1904 года в Эльберфельде; исполнителями выступили пианист Юлиус Бутс и всегдашний пропагандист Делиуса Ханс Хайм. Состав редакции 1904 года:
1. Allegro ma non troppo
2. Largo
3. Maestoso con moto moderato

Не вполне удовлетворённый работой, Делиус после ещё нескольких исполнений в Германии вновь обратился к концерту, возвратил интермедию in Des на прежнее место в первой части, переписал заново вторую и третью части, а кроме того, обратился к пианисту-виртуозу Тивадару Санто с просьбой отредактировать партию солиста. В новой редакции произведение стало более эффектным, более сжатым (средняя продолжительность звучания около 21 минуты), хотя, как полагали некоторые критики, и утратило часть стилистической индивидуальности Делиуса. Без изменений сохранилась на протяжении всех десятилетних пертурбаций главная тема первой части, в которой, как считается, отразились следы интереса композитора к афроамериканской музыке, с которой он много сталкивался в юности во Флориде. Итоговая версия концерта сложилась к 1907 году и тогда же была впервые исполнена Санто в Лондоне. Позднейшие исполнения и записи обычно использовали эту версию концерта в редакции Томаса Бичема, пропагандиста и биографа Делиуса. Состав редакции 1907 года:
1. Allegro non troppo
2. Largo
3. Tempo primo

Пианист Пирс Лейн осуществил в недавнее время запись обеих версий концерта.